# ハミンギャ
ハミンギャ（hamingja。「幸運」の意）は、北欧神話に登場し、2つの概念にあてはまる存在である。それは、まず個人または家族の幸運または運勢の象徴であり、そして第2には、変容する者の変身した外観である。Andy OrchardとRudolf Simekの2人は、ハミンギャとフィルギャのそれぞれの概念の間の類似に着目している。
「hamingja」は、現在のアイスランド語でも「幸せ」を意味する言葉である。